# Tham Khoun Xe
Tham Khoun Xe hay Hang Khun Xê, còn được gọi theo tiếng Anh là "Xe Bang Fai River Cave", là hang dạng karst nổi tiếng trên dòng Se Bangfai ở huyện Boualapha tỉnh Khammouan miền trung Lào . Tham Khoun Xe được coi là một trong các hang động sông lớn nhất thế giới, có chiều dài hang ít nhất 14 km. Hang nằm trên cao nguyên Nakhai, và một phần hang chưa được khám phá..

## Lịch sử thám sát
Hang động đã được người dân địa phương biết đến trong một thời gian dài, nhưng vì những câu chuyện về nơi sinh sống của những ma quỷ - Phe Tham ("phỉ thẩm": quỷ hang) và Phe Nam ("phỉ nậm": quỷ sông) - nên họ không khám phá chúng.
Năm 1905 nhà thám hiểm Pháp là Paul Macey lần đầu tiên nghiên cứu, đã băng qua hang động được một đoạn dài 6,5 km dưới lòng đất của dòng Se Bangfai trên một chiếc bè tre.
Trong chiến tranh Việt Nam khu vực hang nằm trong vùng chiến sự, nên còn rất nhiều vật chưa nổ. Năm 2006, chuyến thám hiểm lớn đầu tiên do John Pollack dẫn đầu. Trong suốt quá trình thăm dò kéo dài 8 ngày, nhóm nghiên cứu đã lập bản đồ hành lang chính và một số hang phụ, cùng với mô tả 14 km hành lang. Chuyến đi tiếp theo dưới sự lãnh đạo của Pollack diễn ra vào năm 2008. Kết quả khảo sát đã được National Geographic công bố rộng rãi.

## Mô tả
Lối vào hang động có dạng một vòm đá cao 60 m.. Hành lang chính rộng trung bình 76 m và cao 53 m, các khoang có chiều cao 120 m và chiều rộng 200 m  Nhiều nhũ đá, măng đá đạt đến chiều dài 20 m .
Cửa hang phía hạ lưu sông ở gần Ban Kouankaphoung. Cửa hang phía thượng lưu sông ở gần Ban Xe Neua 17°22′44″B 105°54′01″Đ / 17,378821°B 105,900255°Đ. Theo Michel Ferlus khảo sát năm 1996 thì Ban Xe Neua là bản có nhóm cư dân Vietic với tên gọi Salang.
Trên Google Maps hang đã tô thành sông, và cửa hang phía hạ lưu được đánh dấu là "Xe Bang Fai Cave".
Ngày nay tour du lịch Tham Khoun Xe là một tour hấp dẫn, với hai lựa chọn: mùa khô (từ tháng 11 đến tháng 4) có thể đi bộ, và mùa mưa chỉ đi được bằng thuyền.